# SJ ånglok G11

SJ ånglok littera G11 var den svenska beteckningen på den brittiska ånglokstypen Austerity 2-8-0. SJ införskaffade två exemplar av dessa 1953 från Nederlandse Spoorwegen (Nederländska järnvägarna). Loken hade tidigare tillhört det brittiska krigsdepartementet och fick numreringen 1930 och 1931.
SJ anskaffade loken för att utvärdera om typen var lämplig att använda som ersättning för ett stort antal äldre ånglok som tillförts SJ vid förstatligandet av privatbanorna under 1940-talet. Man hade nämligen tillfälle att köpa in dessa billigt som överskottsmaterial efter andra världskriget. Försöken med G11-loken utföll dock inte tillfredsställande, och de följande åren kom också produktionen av diesellok i gång på allvar, varför inga fler lok av typen köptes in.

## Överblick
De två lokomotiven var numrerade 1930 och 1931.  Båda hade överförts till Nederlandse Spoorwegen år 1945.
| Nummer                                             | Nummer | Nummer | Tillverkare    | Tillverkningsdatum | Fabriksnummer |
| SJ                                                 | NS     | WD1    | Tillverkare    | Tillverkningsdatum | Fabriksnummer |
| -------------------------------------------------- | ------ | ------ | -------------- | ------------------ | ------------- |
| 1930                                               | 4383   | 78529  | North British  | 1944               | 25428         |
| 1931                                               | 4464   | 79257  | Vulcan Foundry | 1945               | 2500          |
| 1WD = Brittiska krigsdepartementet, War Department |        |        |                |                    |               |

Det gjordes modifieringar på loken i Sverige.  Deras skorstenar, som tidigare hade bytts ut mot högre av holländarna, skars ner.  Deras ursprungligen öppna förarhytter ersattes med helt täckta. Deras tendrar reducerades från fyraxliga till treaxliga med mera.
Lokomotiven användes i sydvästra Sverige på linjen mellan Halmstad och Nässjö.
Båda togs ur bruk på 1960-talet och placerades i den strategiska reserven.  Nr 1930 skrotades år 1973.  Nr 1931 blev dock identifierad som den ende överlevaren av de 935 som byggts av WD Austerity 2-8-0-typen. Lokomotivet returnerades till Keighley and Worth Valley Railway i England.  Loket restaureras nu till sin ursprungsversion som British Railways "No. 90773", numrerad 1 tal högre än det sista av de tidigare Austerity 2-8-0 som tillhört det brittiska krigsdepartementet/British Railways.